# Hydrablabes
Hydrablabes is een geslacht van slangen uit de familie toornslangachtigen en de onderfamilie waterslangen (Natricinae).

## Naam en indeling
Er zijn twee soorten, de wetenschappelijke naam van de groep werd voor het eerst voorgesteld door George Albert Boulenger in 1891.De slangen werden eerder aan het geslacht Ablabes toegekend.

### Soorten
Het geslacht omvat de volgende soorten, met de auteur en het verspreidingsgebied.
| Naam                      | Auteur         | Verspreidingsgebied         |
| ------------------------- | -------------- | --------------------------- |
| Hydrablabes periops       | Günther, 1872  | Maleisië, Indonesië, Brunei |
| Hydrablabes praefrontalis | Mocquard, 1890 | Maleisië, Indonesië, Brunei |

## Verspreiding en habitat
De soorten komen voor in delen van Azië en zijn endemisch op het eiland Borneo, ze leven in de landen leven Maleisië, Indonesië en Brunei. De habitat bestaat uit tropische en subtropische bossen, zowel in laaglanden als bergstreken, en in draslanden.

## Beschermingsstatus
Door de internationale natuurbeschermingsorganisatie IUCN is aan beide soorten een beschermingsstatus toegewezen. Een soort wordt gezien als 'veilig' (Least Concern of LC) en een soort als 'onzeker' (Data Deficient of DD).